# Jorge Cramez
Jorge Cramez (* 23. April 1963 in Angola) ist ein portugiesischer Filmschaffender.

## Leben
Nach seinem Studium der Kommunikationswissenschaft an der Universidade Nova de Lisboa (Abschluss 1988) war er 1955 Assistent bei Adão e Eva (dt.: Adam und Eva) von Joaquim Leitão. Erstmals übernahm er selbst die Regie 1996, bei seinem ersten Kurzfilm. Seinen ersten abendfüllenden Spielfilm drehte er 2007 mit O Capacete Dourado (dt.: Der goldene Helm).
Er war Regieassistent für Fernando Lopes bei seinem Dokumentarfilm über Alexandre O’Neill (Toma Lá do O'Neill, 2004), und für Teresa Villaverde (Cisne 2011). Als Script Supervisor war er zudem für eine Reihe Regisseure tätig, so für Fernando Fragata (Sweet Nightmare, 1998), João César Monteiro  (As Bodas de Deus, 1999), Raquel Freire (Rasganço, 2001), José Álvaro Morais (Quaresma, 2003), Fernando Lopes (Lá Fora, 2004, und 98 Octanas, 2006), und Teresa Villaverde (Transe, 2006), u. a.
Als Schauspieler ist er nur sehr selten und in kleinen Nebenrollen aufgetreten, etwa in Bruno de Almeidas Episodenfilm The Lovebirds (2007).

## Filmografie (Regie)
- 1996: Desvio (Kurzfilm, auch Drehbuch und Filmschnitt)
- 2000: Erros Meus (auch Drehbuch)
- 2001: As Regras da Atracção (auch Produzent)
- 2002: Venus Velvet
- 2005: Nunca Estou Onde Pensas Que Estou (Kurzfilm)
- 2007: O Capacete Dourado (auch Drehbuch)
- 2010: Na Escola (Kurzfilm, auch Drehbuch)
- 2015: O Rebocador (Kurzfilm)
- 2017: Amor Amor (auch Drehbuch)
- 2018: Antecamera
- 2018: Acts of Cinema
- 2021: Contágio (Doku., Kurzfilm)
- 2022: Outros Lugares (Doku., Kurzfilm)